# Spårlöst försvunnen (TV-serie)
Spårlöst försvunnen var ett svenskt TV-program på TV3 mellan 2000 och 2002. Senare bytte det kanal och namn (till Saknad, senare Spårlöst)

## Historik

### Spårlöst försvunnen
I varje program gästades Birgitte Söndergaard av en svensk som ville få tag i en släkting eller vän som den inte träffat på länge. I programmet får man följa Alexandra Zazzi, Anne Appelberg, Lotta Norrå, Lydia Capolicchio och Hans Tengstad när de letar efter den försvunna i programmet. Programmet hade 500 000-600 000 tittare.

### Saknad
Det såldes under hösten 2002 till TV4 som började sända programmet under titeln Saknad, under 2003. År 2003 tog TV4 över programformen under namnet Saknad, med Agneta Sjödin som programledare.[1]

### Spårlöst
År 2008 startade så TV4 en ny omgång under namnet Spårlöst. Första säsongen hade premiär den 3 april 2008, och programledarna var Linda Isacsson, Agneta Sjödin och Tilde de Paula.
Under andra och tredje säsongen som sändes under våren 2009 och 2010 var Ulrika Eriksson och Hans Fahlén programledare. En fjärde säsong sändes under våren 2011 med Ulrika Eriksson, Jessica Almenäs, Hans Fahlén och Tilde de Paula som programledare. I den femte säsongen fanns Hans Fahlén kvar som programledare och Hanna Hedlund och Elisabet Bellman blev nya programledare. Från den femte säsongen började programmet sändas i Sjuan istället för TV4. I den sjätte säsongen var Hans Fahlén programledare med Kristin Kaspersen och Jenny Alversjö.
Från den åttonde säsongen (2013) ersattes Kristin Kaspersen av Anna Brolin.